# Airlift - Seul le ciel était libre
Pour plus de détails, voir Fiche technique et Distribution.
Airlift - Seul le ciel était libre (titre original : Die Luftbrücke – Nur der Himmel war frei) est un téléfilm allemand réalisé par Dror Zahavi diffusé en 2005.
Le téléfilm a pour thème le pont aérien de Berlin.

## Synopsis
Berlin 1948, trois ans après la fin de la Seconde Guerre mondiale. Les pays alliés, les États-Unis, la France, la Grande-Bretagne et l'Union soviétique ont divisé l'Allemagne vaincue en zones d'occupation. La capitale Berlin, entourée par la zone soviétique, est une ville divisée aussi en quatre secteurs. Les secteurs occidentaux sont approvisionnés à partir des zones d'occupation américaine, française et britannique, le secteur oriental à partir de la zone soviétique. La situation de pénurie de l'après-guerre prévaut. Les emplois et les fournitures de toutes sortes se font rares, l'électricité n'est disponible que par phases.
Luise Kielberg et son jeune fils Micha sont seuls depuis que son mari, Alexander Kielberg, fut déclaré disparu. Luise a un besoin urgent de travail pour subvenir à ses besoins et à ceux de son enfant. Comme tant d'autres, elle essaie de trouver un emploi dans les forces d'occupation américaines. Elle a postulé avec succès pour travailler comme serveuse à la cantine de l'aéroport de Berlin-Tempelhof. Luise souffre beaucoup de la perte de son mari ; néanmoins, elle laisse sa meilleure amie, la coiffeuse Leni, la persuader de regarder vers l'avenir, de retrouver un peu de joie de vivre et d'aller danser. Au bal, Leni tombe amoureuse du pilote Harry. Luise reste seule.
Le dictateur soviétique Staline se sent provoqué lorsqu'une nouvelle monnaie, le Deutsche Mark, est introduite dans les zones d'occupation occidentales. À partir du 24 juin 1948, les Soviétiques bloquent l'approvisionnement de la partie ouest de la ville en bloquant toutes les voies d'accès. Le président américain Harry S. Truman envisage d'abord de retirer toutes les troupes américaines. Mais le gouverneur militaire de la zone d'occupation américaine, le général Lucius D. Clay, ne veut pas abandonner Berlin. Il promet au dirigeant social-démocrate Ernst Reuter que la ville sera approvisionnée par un pont aérien.
Le pont aérien de Berlin est né. L'aéroport de Berlin-Tempelhof devient la plaque tournante de l'approvisionnement de plus de deux millions de Berlinois de l'Ouest. La tâche s'avère très difficile : il y a des problèmes d'entretien des avions, des équipages et de discipline.
Un organisateur expérimenté et du plus haut niveau est envoyé à Berlin : le général Philipp Turner, qui avait déjà mené une opération similaire en Asie pendant la Seconde Guerre mondiale. Il resserre l'utilisation des couloirs de vol, applique le principe de la chaîne de montage aux travaux de coordination et de maintenance des vols, exige le maximum des pilotes, exige des machines plus nombreuses et plus grandes et la construction d'aérodromes supplémentaires.
Le système radar obsolète de Tempelhof ne peut pas faire la distinction entre les machines volant à proximité les unes des autres et des accidents graves se produisent. Harry, devenu le fiancé de Leni, est victime d'un accident d'avion. Leni perd toute volonté d'affronter la vie. Elle tentera plus tard de se suicider, ce que Luise empêche.
Le 9 septembre, Ernst Reuter lance son appel historique aux « peuples du monde : regardez cette ville ! » devant 300 000 Berlinois.
Le général Philipp Turner fait de Luise Kielberg sa secrétaire. De nombreuses heures de travail en commun sur le projet de pont aérien s'ensuivent. Pendant une pause, elle découvre que le général Philipp Turner souffre également d'une grave perte personnelle : sa femme est décédée des suites d'une grave maladie alors qu'il était déployé dans la guerre en Chine. Leurs deux fils attendent son retour aux États-Unis. La motivation personnelle de Turner est : plus jamais la guerre.
La situation de vie similaire de la perte rapproche également Turner et Luise : les deux deviennent amants. Une courte période somewhere over the rainbow commence.
Puis le mari de Luise, qu'on croyait mort, revient : Alexander Kielberg était en captivité soviétique. À la clinique de Berlin-Neukölln, où il retrouve son poste de médecin, il se jette dans le travail.
Luise aime Turner, mais elle aime aussi son mari. Elle est déterminée à sauver son mariage. Les choses se compliquent lorsqu'elle se rend compte qu'elle est enceinte de Turner. Elle décide de se faire avorter, mais s'enfuit de la table d'opération à la dernière seconde.
Pendant ce temps, la situation politique s'envenime : les Russes tentent de plus en plus de perturber les avions de transport aérien. Les chasseurs soviétiques pénètrent dans les couloirs aériens de l'ouest vers Berlin. Le général Lucius D. Clay fait comprendre aux Russes que les Américains envisagent d'utiliser des armes nucléaires. La menace fonctionne, la situation dans le ciel de Berlin se détend à nouveau.
L'hiver arrive. Une épidémie de tuberculose se profile à Berlin. Le docteur Alexander Kielberg exige que le maire Reuter et le général Lucius D. Clay livrent le nouveau médicament très efficace venant des États-Unis, la streptomycine.
Une nouvelle augmentation du nombre de vols est nécessaire. Un regard désinvolte sur les pylônes de la ligne électrique, dont les câbles sont montés les uns au-dessus des autres, amène le général Turner à la solution : les couloirs de vol sont échelonnés en différents "étages" hauts les uns au-dessus des autres. Avec le nouveau radar, c'est possible. La fréquence de vol peut encore être augmentée.
Le docteur Kielberg voit sa femme étreindre un homme dans une limousine un soir alors qu'il rentre seul de l'hôpital à pied. Maintenant, il sait que Luise aime quelqu'un d'autre. Une discussion entre les époux suit. Kielberg a vu trop de morts et de misères pour se fâcher. Il donne le libre choix à Luise. Les sages décisions de Kielberg augmentent la pression psychologique sur Luise, qui décide de garder l'enfant, peu importe son père.
Le gouvernement soviétique réagit par des signaux cachés qu'il envisage de lever le blocus de Berlin. Le 12 mai 1949 à 0 h 1, l'Union soviétique met effectivement fin au blocus de Berlin.
Les généraux Clay et Turner ont fait leur travail avec brio, ils sont félicités. Turner est immédiatement affecté à une nouvelle affectation à Guam. Turner et Luise se voient une dernière fois dans leur ancien bureau de l'aéroport de Tempelhof. Turner essaie de faire en sorte qu'il soit facile pour Luise de dire au revoir. Elle ne peut pas et ne doit pas l'accompagner : « ... Un jour j'aurais vu dans tes yeux que tu as payé trop cher ce bonheur. » Il justifie son renoncement. Turner s'en va. Luise reste et retourne dans sa famille.

## Fiche technique
- Titre : Airlift - Seul le ciel était libre
- Titre original : Die Luftbrücke – Nur der Himmel war frei
- Réalisation : Dror Zahavi assisté d'Andi Lang et de Raimond Schultheis
- Scénario : Martin Rauhaus (de)
- Musique : Oliver Gunia, Paul Vincent Gunia
- Direction artistique : Albrecht Konrad
- Costumes : Monika Jacobs
- Photographie : Gero Steffen (de)
- Son : Bernhard Joest
- Montage : Fritz Busse (de)
- Production : Nico Hofmann (de), Ariane Krampe
- Société de production : TeamWorx (de), Sat.1
- Pays d'origine :  Allemagne
- Langue : allemand
- Format : Couleur
- Genre : Drame, Histoire
- Durée : 180 minutes (2 x 90 minutes)
- Date de diffusion :
  -  Allemagne : 27 novembre 2005 sur Sat.1.
  -  Hongrie : 26 janvier 2006.
  -  Suède : 20 juillet 2006.
  -  France : 1er novembre 2006.
  -  Danemark : 18 novembre 2006.

## Distribution
- Bettina Zimmermann : Luise Kielberg
- Ulrich Noethen : Dr. Alexander Kielberg
- Leo Natalis : Michael Kielberg, leur fils
- Heino Ferch : Général Philipp Turner
- Ulrich Tukur : Général Lucius D. Clay
- Katharina Wackernagel (de) : Leni Genthin, l'ami de Luise
- Henning Baum: Harry Keynes
- Burghart Klaußner : le bourgmestre Ernst Reuter
- Hansjürgen Hürrig (de) : Joseph Staline
- Jürgen Hentsch: Harry S. Truman
- Michael Gwisdek : Herbert Prenske
- Joachim Paul Assböck (de) : Général Walker

## Audiences
La première partie est diffusée sur la télévision allemande le 27 novembre 2005 à 20 h 15 sur Sat.1, chaîne en clair. Le téléfilm est vu par un total de 8,97 millions de téléspectateurs avec une part de marché de 24,1 %. Dans le groupe cible pertinent pour la publicité, il y a 4,98 millions de téléspectateurs avec une part de marché de 31,0 %. Après la diffusion de la première partie, suit le documentaire de 35 minutes Die Luftbrücke – Berlin gibt nicht auf. Il est suivi par 5,77 millions de téléspectateurs avec une part de marché de 20,3 % (25,7 % sur le groupe cible des 14 à 49 ans).
Le lendemain, le 28 novembre 2005, la deuxième partie est diffusée, également aux heures de grande écoute. La part de marché totale est de 23,0 % avec 7,86 millions de téléspectateurs. Dans le groupe cible, 4,01 millions de téléspectateurs ont regardé, de sorte qu'une part de marché de 27,5 % fut atteinte.

## Production
- Le personnage, le général Philip Turner, est un personnage fictif s'inspirant du général de l'armée de l'air américaine William H. Tunner (en). Ce personnage fictif fut nécessaire pour pouvoir raconter l'histoire d'amour fictive entre le général et le secrétaire loin des faits historiques[3].
- La scène finale entre Philipp Turner et Luise Kielberg sur la piste de l'aéroport de Tempelhof paraphrase la scène d'adieu entre Rick et Ilsa (Humphrey Bogart et Ingrid Bergman) sur la piste de l'aéroport de Casablanca dans le film classique Casablanca.

## Récompenses
- Deutscher Fernsehpreis 2006 : Meilleur acteur masculin dans un second rôle : Ulrich Noethen[4].

## Source de la traduction
- (de) Cet article est partiellement ou en totalité issu de l’article de Wikipédia en allemand intitulé « Die Luftbrücke – Nur der Himmel war frei » (voir la liste des auteurs).